# Партия арабского социалистического возрождения Иордании
Партия арабского социалистического возрождения Иордании (араб. حزب البعث العربي الاشتراكي الأردني‎) — политическая партия Иордании.

## История
В апреле 1947 Мишель Афляк устроил учредительный съезд, на который были приглашены члены БААС, а также всех желающих присодениться, не только сирийцев. На съезд съехалось свыше 200 членов из Ливана, Палестины, Ирака вдобавок к сирийцам. В ходе слушаний 4—6 апреля он был назначен основателем партии, а Джалал ас-Саид, Салах ад-Дин Битар и Вахиб аль-Ганим — сооснователями. 7 апреля Афляка признали генеральным секретарём партии.
Иорданская Баас считается первой ветвью Баас в арабских странах, т.к. её ячейки начали формироваться здесь сразу же после конференции теми, кто посетил её. Они (Амин Шукейр, Хамди ас-Сакет (первый член партии из города ас-Сальт), Мухаммед аль-Башир и Ахмед Мусахадда) сформировали первую ячейку Баас. Основанная в 1948 иорданская Баас стала особенно влиятельной после аннексии Западного берега иорданцами в политическом альянсе националистов и левых, что стал доминирующей силой в Парламенте Иордании после выборов 1956. Сторонниками партии были представители городского образованного класса.
В 1958—1961 партия на сирийские деньги активно работала против иорданской монархии. После захвата Западного берега Израилем в 1967 в ходе Шестидневной войны партия потеряла свои позиции. В 1966 году партия, будучи активным участником АОФ (основателем которого был иорданец Зейд Гейдар), пережила раскол, имея к тому моменту ок. 1000 членов. В 1992-м партии отказали в регистрации, но затем разрешили при условии смены названия. Во время выборов 1993 и 1997 года от партии в Парламент прошёл её министр информации Халил Хаддадин. Сейчас у партии нет мест в Парламенте. Партия принадлежит к проиракской фракции БААС. К 2007 году в однои из док-тов Cablegate приводилась оценка, что баасистская политфигура Ахмед ад-Дмур — самая большая угроза политдоминированию Фронта исламского действия. Сегодня многие иорданцы критикуют баасистов за секуляризм, а также за их арабскую националистическую идеологию, от которой те устали.
Её конкурент от просирийской фракции — Прогрессивная партия «Баас», которая менее известна и популярна и к 2003 насчитывала менее 200 членов.

## Известные члены
- Муниф ар-Раззаз (позже стал лидером АОФ)[8].
- Акрам аль-Хомси (генсек с 19 января 2010 после конференции в Катаре).